# مارييلا فيتالي
مارييلا فيتالي (بالفرنسية: Mariela Vitale )‏ (و. 1982 – م) هي ممثلة، ومغنية من الأرجنتين . ولدت في بوينس آيرس .

## روابط خارجية
- مارييلا فيتالي على موقع IMDb (الإنجليزية)
- مارييلا فيتالي على موقع ألو سيني (الفرنسية)
- مارييلا فيتالي على موقع ميوزك برينز (الإنجليزية)
- مارييلا فيتالي على موقع أول موفي (الإنجليزية)
- مارييلا فيتالي على موقع قاعدة بيانات الفيلم (الإنجليزية)
- مارييلا فيتالي على موقع كينوبويسك (الروسية)